# ناحیه فاکسون، شهرستان سیبلی، مینه سوتا
ناحیه فاکسون (به انگلیسی: Faxon Township) یک منطقهٔ مسکونی در ایالات متحده آمریکا است که در شهرستان سیبلی، مینه‌سوتا واقع شده‌است.
 ناحیه فاکسون ۵۵٫۶ کیلومتر مربع مساحت و ۷۰۱ نفر جمعیت دارد و ۲۹۳ متر بالاتر از سطح دریا واقع شده‌است.